# 적분 방정식
적분 방정식(積分方程式)은 수학에서 미지의 함수에 대한 적분 연산을 포함하는 방정식을 말한다. 미분 방정식과 관계가 깊으며, 어떤 문제들은 미분방정식, 적분방정식 모두로  나타낼 수도 있다.

## 같이 보기
- 미분 방정식